# Orazio Mattei
Orazio Mattei (Roma, 15 de março de 1622 - Roma, 18 de janeiro de 1688) foi um cardeal italiano do século XVII.

## Biografia
Nasceu em Roma em 15 de março de 1622. Dos duques de Paganica. Filho de Ludovico Mattei (+1635) e Laura Frangipane. Ele tinha um irmão mais novo, Michele (1632-1699), que era sacerdote e cônego da basílica patriarcal do Vaticano. Seu tio Orazio Mattei foi bispo de Gerace e núncio em Veneza em 1605-1606.
Estudou no Colégio Jesuíta Romano; obteve doutorado in utroque iure, tanto em direito canônico quanto em direito civil.
Ordenado ao sacerdócio (sem data encontrada). Prelado papal no pontificado do Papa Inocêncio X. Governador das cidades de Orvieto (1651-1654); de Montalto (1654-1655); de Iesi (1655-1658); e Camerino (1658-1659). Retornou a Roma. Eleitor dos tribunais da Assinatura Apostólica da Justiça e da Graça. Prelado da Congregação do Bom Governo (1661-1668). Vice-legado em Avinhão (1670-1671). Auditor da Sagrada Rota Romana (1672-1675). Prefeito do Palácio Apostólico (1675-1686).
Eleito arcebispo titular de Damasco em 17 de junho de 1675. Cânon da basílica patriarcal da Libéria, Roma. Assistente no Trono Pontifício, 28 de junho de 1675. Membro da Congregação da Fabbrica di S. Pietro depois de 1680.
Criado cardeal sacerdote no consistório de 2 de setembro de 1686; recebeu o barrete vermelho e o título de S. Lorenzo em Panisperna, 30 de setembro de 1686. Pró-prefeito do Palácio Apostólico (1686-1688).
Morreu em Roma em 18 de janeiro de 1688, perto das 18h. Exposto na igreja de S. Francesco a Ripa, Roma, onde ocorreu o funeral, e sepultado do lado esquerdo da capela della Pietà de sua família, nessa mesma igreja.